# Село Милаковићи на Озрену код Пријепоља
Село Милаковићи на Озрену код Пријепоља је под заштитом Завода за заштиту споменика културе Краљево. С обзиром да представља значајну историјску грађевину, проглашен је непокретним културним добром од изузетног значаја Републике Србије.

## Историја
Село Милаковићи се налази на територији општине Пријепоље, на десној долинској страни реке Лим, на пространству планинског масива Јадовника и Озрена који регионално припадају Старом Влаху. Гравитира долини средњег Лима у Бродареву од којег се до села, поред манастира Давидовица, долази макадамским путем кањоном Гробничке или Мрчковљанске реке. На 1200 m надморске висине се излази из кањона на простор одакле се видици простиру десетинама километара од југоистока до југозапада. Просторно културно-историјска целина са заштићеном околином се простире на површини 559 ha. Село припада типу старовлашког села које је подељено на родове и мале: Забрђани, Бријег, Страна, Раван, Балтовина, Присоје и Птичје поље. Становништво је досељено у првој половини 19. века углавном из Сјенице, а први сигурни попис 1912. године је забележио 162 житеља у једанаест домаћинстава. Највише домаћинстава је смештено испод два врха: Молитва (1391 m) и Ластва (1435 m). У селу активно живи двадесет и осам домаћинстава. Род или малу чини неколико кућа за становање у чијем непосредном окружењу се налазе помоћни објекти, зграде, штале, млекари и амбари. У појединим домаћинствима је сачуван аутентични уљаник са кошницама од прућа и блата са заштитном капицом од букове коре. Куће су аутентично дводелне брвнаре са каменим полуукопаним подрумом испод собе који је зидан ломљеним каменом. Кров је оригинално стрм, четвороводни покривен шиндром. Помоћни објекти су изграђени од борових талпи повезаних на ћертом, поједини имају камене темеље суво зидане док је већина постављена на четири камена на угловима. У централни регистар је уписан 10. априла 2018. под бројем ПКИЦ 78, а у регистар Завода за заштиту споменика културе Краљево 13. марта 2018. под бројем ПКИЦ 12.